# 塚原千恵子
塚原 千恵子（つかはら ちえこ、1947年8月12日 - 2024年9月1日）は、長崎県出身の元オリンピック女子体操選手・指導者。旧姓は小田。長崎県立長崎西高等学校－日本体育大学。
夫は1968年メキシコシティーオリンピック・1972年ミュンヘンオリンピック・1976年モントリオールオリンピックで金メダルを取った元体操選手の塚原光男、息子に2004年アテネオリンピックの体操団体で金メダルを取った体操選手の塚原直也がいる。血液型はB型。

## 人物
1967年の全日本学生体操競技選手権大会で個人総合優勝し、全日本選手権でも5位に入賞した。同年の1967年夏季ユニバーシアード（東京）女子団体で金メダルを獲得した。
1968年メキシコシティーオリンピックに出場。女子個人総合は19位、女子団体では4位入賞を果たした。
1969年には第23回全日本体操競技選手権大会、全日本学生体操競技選手権大会、NHK杯体操選手権で優勝、1970年の第17回世界体操競技選手権では団体4位入賞メンバーとなった。
1972年現役を引退して体操選手の塚原光男と結婚、体操指導者としてオリンピック体操チームのコーチなどを歴任（1976年モントリオールオリンピック、1984年ロサンゼルスオリンピック、1988年ソウルオリンピック体操女子チームリーダー、2008年北京オリンピック体操女子監督）するとともに塚原体操センター副校長、朝日生命体操クラブ女子チーム監督として後進の指導育成に当たっている。
2024年9月1日、大腸癌のため京都市内で死去した。77歳没。

## 著書
- 女子体操競技入門 翔ぶ！舞う！華麗な演技にチャレンジ（1982年、講談社、ISBN 97840-61414-716
- 熱中夫婦ここにあり！ 体育館は道場だ（1989年、実業之日本社、ISBN 97844-08340-104
- ウルトラE！こころ アトランタオリンピックへ（1994年、朝文社、ISBN 97848-86951-182
- 塚原家の金メダル（2005年、新潮社、ISBN 97841-04757-015）
- ビューティー・コア・ストレッチ やせる体操（2007年、小学館、ISBN 97840-93104-524

## パワハラ疑惑を巡る騒動
2018年（平成30年）8月29日、2016年リオデジャネイロ五輪代表の宮川紗江に速見佑斗コーチが暴力を振るったとして協会が同コーチを無期限登録抹消処分にした事に関連して、速見コーチを擁護する宮川が会見を開いて千恵子と夫の塚原光男による宮川に対するパワハラや朝日生命体操クラブへの引き抜きを目論んでいたとを告発した。それによれば千恵子は「このままでは五輪には出られなくなるよ」と脅し、「家族でどうかしている、宗教みたい」と高圧的な発言をしたとしている。
体操協会は8月30日に第三者委員会の設置を決めた。体操協会の会見で具志堅幸司副会長は「（塚原女子強化本部長は）決定権はお持ち。それが人の心を傷つけたり、自分に有利になったりするような（権力の）使い方はコーチとして失格だと思う」と千恵子の権限に言及。同日、千恵子は宮川が述べた「このままでは五輪には出られなくなるよ」の発言に対しては、宮川が当落線上の微妙な位置にいてけがなどもあった事からの発言であり、「宗教みたいね」発言に対しては宮川が速見コーチからの暴力（体罰）を「練習の一環である」と家族とともに受け止めている事への発言であったと語った。またTBS「ビビット」の電話取材に対して、「(第三者)委員会って誰を調べるの？誰を調べるのかね。私達かね？」「私達が協会辞めたら相当なことになるよ。もっと言いたいこと言うよ」と体操協会の対応に対する不満も述べている。
8月31日に塚原光男とともに代理人弁護士を通じ「私たちにも責任があることは確か。私たちの言動で深く傷つけたことを本当に申し訳なく思っております」と文書で謝罪した。しかしこの謝罪文のなかに宮川への反論も含まれていたことが批判されたため、そのことについて9月2日に再び謝罪文を発表している。
9月7日、この件で協会は第三者委員会を設置、10日には塚原夫妻の職務一時停止を決定した。そして12月10日、第三者委員会は夫妻による宮川へのパワハラを認定しないとして、同時に協会は夫妻の職務停止処分解除を決定した。同月22日、2019年3月の任期満了により、女子強化本部長職を退任することを発表する。